# Santo Estêvão
Santo Estêvão là một đô thị thuộc bang Bahia, Brasil. Đô thị này có diện tích 365,141 km², dân số năm 2007 là 44163 người, mật độ 120,9 người/km².